# Andreia Norton
Andreia Alexandra Norton (* 15. August 1996 in Ovar) ist eine portugiesische Fußballspielerin. Sie steht seit 2022 bei Benfica Lissabon unter Vertrag und spielte 2016 erstmals für die portugiesische Nationalmannschaft.

## Karriere

### Vereine
Andreia Norton begann im Alter von zwei Jahren mit dem Fußballspielen. Im Alter von sieben Jahren spielte sie als einziges Mädchen in einer Mannschaft beim Amateurverein Clube Desportivo Furadouro in Ovar. Im Alter von 12 Jahren musste sie den Verein jedoch verlassen, da in Portugal gemischte Fußballmannschaften über einem Alter von 12 Jahren nicht zulässig sind. Ab 2008 spielte sie für UD Oliveirense in der ersten portugiesischen Liga. Da sie erst 13 Jahre alt war, kam sie nur in wenigen Spielen zum Einsatz, erzielte allerdings gegen Leixões SC ein Tor. UD Oliveirense stieg am Ende der Saison ab und Norton wechselte zum FC Cesarense, wo sie drei Jahre verbrachte. 2013 wechselte sie zum Clube de Albergaria.
2015 erhielt Norton einen Vertrag beim FC Barcelona. In einem der letzten Spiele der Saison zog sie sich allerdings eine schwere Verletzung am linken Knie zu und musste zweimal operiert werden. Somit kam sie für Barcelona in keinem Spiel zum Einsatz. Nach einem Jahr in Spanien unterschrieb sie einen Vertrag bei Sporting Braga, um mehr Spielzeit zu erhalten und in ihre vorherige Form zurückzufinden. Am 19. März 2018 wurde Pinto im Rahmen der Gala Quinas de Ouro des portugiesischen Fußballverbands zu den elf besten Spielerinnen in der portugiesischen Frauenliga gezählt.
Im Mai 2018 gab der deutsche Erstligist SC Sand die Verpflichtung von Andreia Norton bekannt. Im August 2019 wurde bekannt, dass Norton nach Inter Mailand wechselt. Am 13. Februar 2020 gab Sporting Braga dann die Rückkehr Nortons bekannt. Nach zwei Jahren bei Braga unterschrieb sie einen Dreijahresvertrag bei Benfica Lissabon.

### Nationalmannschaft
Norton spielte zunächst für die U19-Mannschaft. Ihr erstes Spiel für das Team absolvierte sie am 13. März 2012, als Portugal gegen Wales spielte. Bei der U-19-Fußball-Europameisterschaft der Frauen 2012 erreichte sie mit ihrer Mannschaft das Halbfinale. Insgesamt absolvierte Norton bis 2015 25 Spiele für die U-19-Mannschaft, wobei sie neun Tore erzielte.
Am 15. Oktober 2016 kam sie im Alter von 20 Jahren im Spiel gegen Rumänien erstmals für die A-Nationalmannschaft zum Einsatz und erzielte direkt ein Tor, wodurch sich Portugal für die Europameisterschaft 2017 qualifizierte. Portugal gelang damit erstmals die Qualifikation für die Fußball-Europameisterschaft der Frauen. Am 6. Juli 2017 wurde sie von Francisco Neto in den Kader für die Europameisterschaft 2017 aufgenommen. Beim Turnier kam sie letztlich nicht zum Einsatz. Mit der Nationalmannschaft nahm sie am Algarve-Cup 2019 teil. Außerdem kam sie bei der Fußball-Europameisterschaft der Frauen 2022 in allen drei Gruppenspielen zum Einsatz.
Am 30. Mai 2023 wurde sie für die WM-Endrunde nominiert. Sie kam in den drei Gruppenspielen ihrer Mannschaft zum Einsatz, die als Gruppendritte ausschied. Immerhin konnten sie gegen Titelverteidiger USA ein torloses Remis erreichen, womit sie nach zehn Niederlagen erstmals nicht gegen die USA verloren.
Am 24. Juni 2025 wurde sie für die EM-Endrunde 2025 nominiert. Sie bestritt im ersten Gruppenspiel ihrer Mannschaft ihr 100. Länderspiel, als diese gegen Weltmeister Spanien mit 0:5 verlor. Nach einem Remis und einer weiteren Niederlage in den anderen Gruppenspielen schieden die Portugiesinnen aus.

## Erfolge
- Portugiesische Meisterschaft: 2023, 2024, 2025 (mit Benfica)
- Portugiesischer Fußball-Supercup der Frauen: 2022, 2023 (mit Benfica)
- Taça de Portugal: 2020 (mit Braga), 2024 (mit Benfica)
- Taça da Liga: 2022 (mit Braga), 2023, 2024, 2025 (mit Benfica)